# ピンゲージ

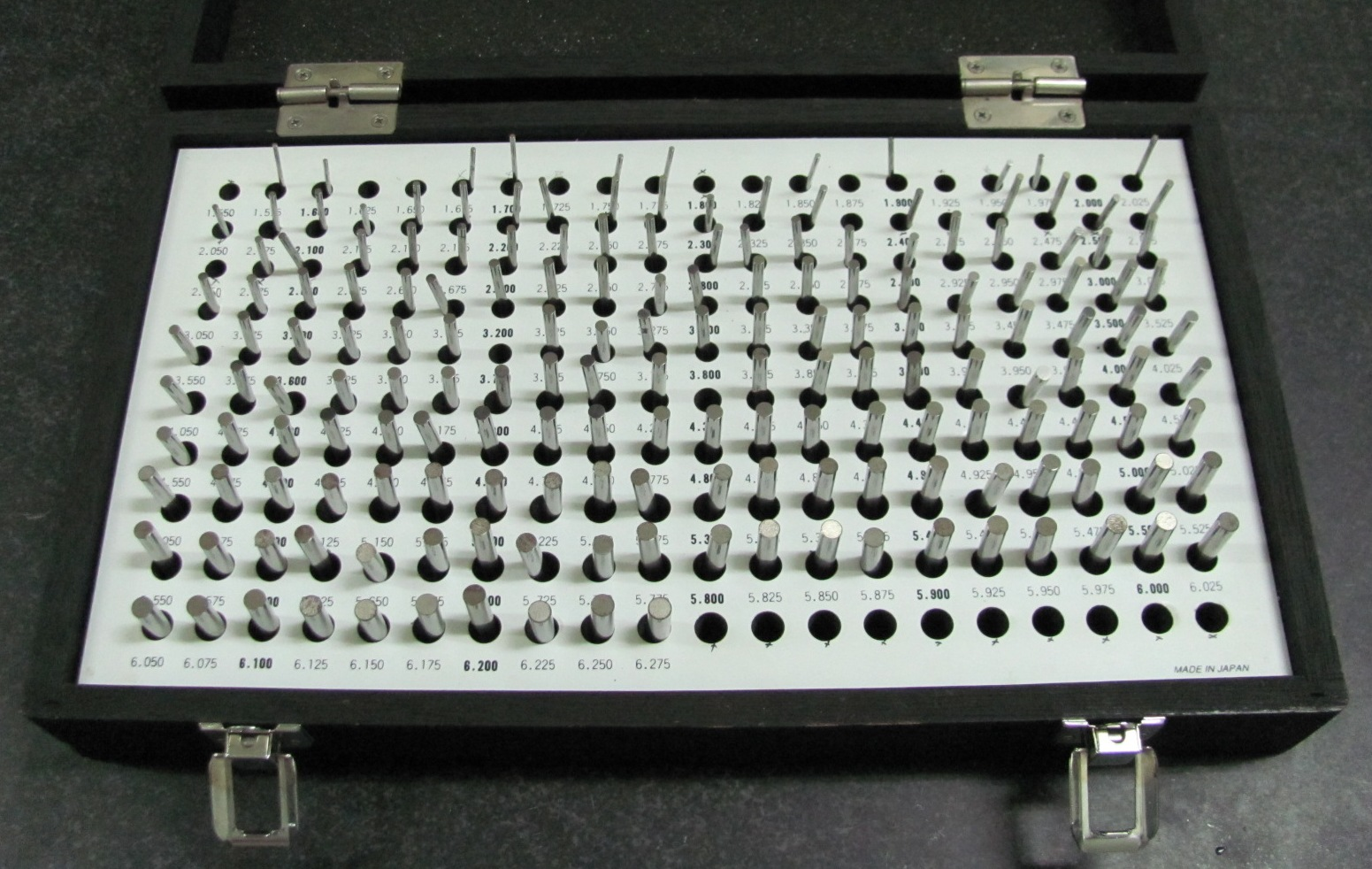
専用ケース内に納められたピンゲージのセット。左上の1.550mm径から右下に向けて徐々に大きな物になっていく。

ピンゲージ（英: pin gauge）は、測定工具の一種。測定対象のサイズや穴径を測るために用いられる、丸棒（ピン）形状のゲージ（計量器）である。

## 概略
主に穴径の測定に用いられる。その他、溝（切り欠き部）の幅や深さ、R（半径）の測定に使われることもある。
このため、摩耗に対する耐久性の高い素材、鋼や超硬合金やセラミックを、一定の寸法公差を守って精密加工することで製作される 。
直接測定に使う以外に、マイクロメータやノギスのような他の測定工具のマスター（基準）としても使用されることもある 。